# Barbora Seidlová
Barbora Seidlová (* 23. května 1981 Valtice) je česká herečka.

## Profesní život
Vystudovala konzervatoř v Brně a poté DAMU v Praze. V patnácti letech ji režisér Karel Smyczek obsadil nejprve do televizního filmu Romeo, Julie a tma a vzápětí do role princezny Zubejdy ve filmu Lotrando a Zubejda. Poté hrála v řadě televizních pohádek, inscenací a filmů. Popularitu jí přinesla další spolupráce s režisérem Karlem Smyczkem (v seriálu Místo nahoře ztvárnila studentku Martinu) a především role „roštěnky“ Terezy v divácky nejúspěšnějším filmu roku 2004, Snowboarďáci režiséra Karla Janáka. Krásku ztvárnila také v úspěšné sérii reklam na T-Mobile Skokani po sezóně (2013).
V současnosti upřednostňuje hraní v divadle před natáčením filmů a seriálů. Po dokončení seriálu Místo v životě odmítla účinkování v jeho další sérii i několik dalších nabídek. Působí jako herečka na volné noze. Její hlavní scénou je Divadlo Bolka Polívky, kde vystupuje s divadlem MALÉhRY (představení Vepřo, knedlo, zelo, aneb tři sestry a Pepan, Nebe?, Díra aneb dobrý den pane Formane). Hostuje v divadlech: Činoherní klub (Dámský krejčí), Divadlo Na zábradlí (Plyš), Divadlo VOSTO5 (Případ: Taneční mistr!). Hrála v představeních Romeo a Julie (Julie) v Městském divadle Brno, Dom (Adéla) v Redutě, Polaroidy (Naďa) v Divadle Komedie, Král Lear (Kordelie) na Pražském hradě.

## Osobní život
Pochází z Mikulova. Po opuštění kariéry v Praze se odstěhovala do Brna. Je svobodná a v Brně žije se svým přítelem. Ráda cestuje (dobře se cítí v Itálii, byla také v Kostarice, kde žije její sestra) a sportuje (upřednostňuje cyklistiku).

## Filmografie
- 1997 Romeo, Julie a tma (televizní film) – Ester
- 1997 Lotrando a Zubejda – Zubejda
- 1998 Stříbrný a Ryšavec (televize)
- 2000 Bedna s datlemi (televize)
- 2001 Elixír a Halíbela (televize)
- 2001 24 – dívka
- 2003 Stín viny (televize) – Ala
- 2003 Když chcípne pes (televize) – Emílie
- 2003 Místo nahoře (televizní seriál) – Martina Lukešová
- 2004 Hodný chlapec (televize) – Monika
- 2004 Bolero – Marika Čihanová
- 2004 Snowboarďáci – Tereza
- 2006 Místo v životě (televizní seriál) – Martina Lukešová
- 2006 Maharal – Tajemství talismanu – Kristina
- 2009 Zemský ráj to na pohled – Lenka
- 2011 Odcházení – Bea Weissenmütelhofová
- 2013 Kovář z Podlesí – paní vil
- 2016 Ohnivý kuře (TV seriál) – Soňa
- 2019 Ulice (TV seriál) – Diana Rytířová
- 2020 Havel
- 2023 Tajemství a smysl života
- 2025 Krtkův svět